# Liebstädter Straße (Dresden)
Die Liebstädter Straße  ist eine Straße in den Dresdner Stadtteilen Gruna und Seidnitz. Kurioserweise liegen wenige Quadratmeter der Straßenfläche in der Gemarkung Strehlen (Teil von Flurstück 236/2). Sie kreuzt die Winterbergstraße und die Bodenbacher Straße.
Im Zuge der Errichtung des Plattenbau-Wohnkomplexes Bodenbacher Straße wurde die Liebstädter Straße nördlich der Bodenbacher Straße bogenförmig verlängert. Hier entstand eine der ersten Neubausiedlungen in WBS70-Bauweise in Dresden. Heute befindet sich an der Liebstädter Straße 29 das Kinder- und Jugendhaus Schieferburg, ein Beispiel für organische Architektur, und das Gebäude der Autohaus Dresden Reick GmbH & Co. KG an der Liebstädter Straße 5.

## Geschichte

### Allgemeines
Zwischen der Winterbergstraße und der Bodenbacher Straße war die Straße einst Teil des früheren Reick-Grunaer Verbindungsweges. Auf Beschluss des Stadtrates vom 11. November 1903 wurde die Liebstädter Straße nach der Stadt Liebstadt benannt. Vorher hieß die Straße wegen ihrer Richtung nach der benachbarten Ortschaft Reick Reicker Straße, in der Gemarkung Seidnitz etwa seit Mitte der 1870er Jahre und in Gruna seit 1893.
Die Verlängerung der jetzigen Liebstädter Straße südlich der Winterbergstraße bis zum Landgraben wurde von Grundstücksbesitzer Hietzig 1897 gebaut (Akte I/II/E/26) und 1898 dem öffentlichen Verkehr übergeben. In der Akte wird dieses Straßenstück mit Straße L bezeichnet.
1974–1976 wurde die Liebstädter Straße nördlich der Bodenbacher Straße U-förmig verlängert und neben dem Bärenburger Weg drei weitere Erschließungsstraßen errichtet.

### Heimatflakbatterie 238/IV (1943–1944)
Bereits vor 1943 war an der Liebstädter Straße eine Fliegerabwehrstellung eingerichtet worden, die von einer Heimat-Sperrfeuerbatterie betrieben wurde. Die Heimatflakbatterie 238/IV mit vier Flakgeschützen wurde hier im Frühjahr 1943 stationiert. Diese war Teil des Flakschutzes für das Dresdner Stadtgebiet, bestehend aus acht schweren und vier Heimatflakbatterien, die über 84 Geschütze verfügten. 1944 wurden die ersten Batterien geräumt. Im November 1944 wurde auch die Batterie an der Liebstädter Straße abgezogen.
Zur Erinnerung an diese Flakbatterie wurde als Teil des im Jahre 2001 gestarteten Kunstprojektes „Gravuren des Krieges – Mahndepots in Dresden“ an der Bodenbacher Straße 26 a ein Mahndepot eingerichtet.

### Straßenbahnlinie 25 im Jahr 1945
Nach den Luftangriffen auf Dresden nahm seit dem 23. Februar 1945 die Straßenbahnlinie 25 nach Kleinzschachwitz an der Liebstädter Straße ihren Ausgang und verkehrte mit Unterbrechungen bis zu ihrer Erweiterung Richtung Stadtzentrum am 17. Oktober 1945. Unterbrochen wurde die Linie am 17. April 1945 wegen eines Luftangriffs, vom 23. April 1945 bis zum 27. April 1945 wegen Strommangels und vom 7. bis 17. Mai 1945 wegen des Einmarschs der Roten Armee. Kurzzeitig verkehrte 1945 eine Linie S 25 Liebstädter Straße - Trachau, Geblerstraße (27. Juni – 17. Oktober 1945), letztere wurde zu diesem Zeitpunkt wieder mit der „Stammlinie“ vereinigt. Hintergrund war, dass sich auf der Bodenbacher Straße ein Gleiswechsel befand, der das Umsetzen von Straßenbahnzügen ermöglichte.

## Bebauung

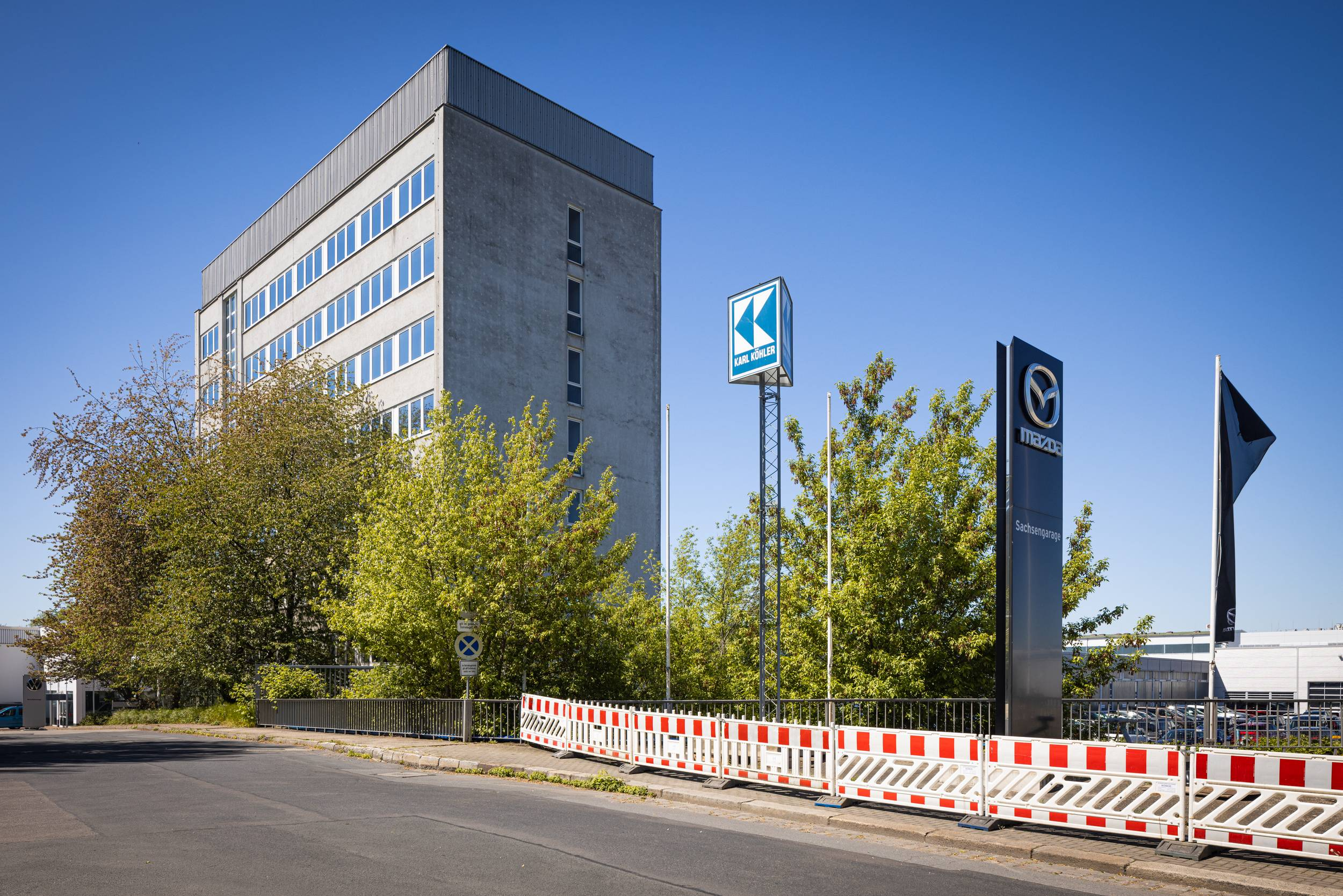
Autohaus Dresden Reick GmbH & Co. KG (früher: VEB Autoreparaturwerk Dresden-Reick)

An der Liebstädter Straße 29 befindet sich das Kinder- und Jugendhaus Schieferburg, ein Beispiel für Organische Architektur in Dresden. Das Gebäude wurde 1996 von Weise & Treuner im Dresdner Stadtteil Gruna auf dem Areal einer alten Bauschuttdeponie erbaut.
An der Liebstädter Straße 5 befindet sich das Hauptgebäude der Autohaus Dresden Reick GmbH & Co. KG (früher: VEB Autoreparaturwerk Dresden-Reick). Der Bau ist ein achtgeschossiges Gebäude mit einer Bruttogeschossfläche von 12.500 Quadratmetern und wurde von 1969 bis 1975 in Stahlbetonskelett-Montagebauweise nach Entwürfen des Architekten Günther Thiele errichtet. Die Innengestaltung nahm Heinz Zimmermann vor. Der Bau besteht aus einem geschlossenen Werkskomplex mit Innenhof. Bemerkenswert ist die Eingangsbetonung, der Eingang samt Treppenhaus erhielt eine Glasfassade als vertikaler Akzent innerhalb der horizontalen Fassadengliederung durch Fensterbänder mit Betonbrüstungen. Die Betonbrüstungen waren bis zur Sanierung mit Kartuschen geschmückt. Der mit Waschbeton verkleidete Giebel zeigt ein vertikales Fensterband und war mit Balkonen versehen.